# آنتونی یرکوویچ
آنتونی یرکوویچ (انگلیسی: Anthony Yerkovich) تهیه‌کننده تلویزیونی و فیلم‌نامه‌نویس آمریکایی است. وی بین سال‌های ۱۹۸۱ تا ۲۰۰۶ میلادی فعالیت می‌کرد.
او بیشتر به خاطر تولید مجموعه تلویزیونی پلیسی دههٔ ۱۹۸۰ میلادی، میامی وایس با بازی دان جانسون شناخته می‌شود. یرکوویچ تهیه‌کننده اجرایی این مجموعه به همراه مایکل مان تا قسمت ششم بود و پس از آن مسئولیت تهیه‌کنندگی اجرایی به صورت کامل بر عهده مایکل مان بود. او و مایکل مان در فیلم میامی وایس نیز همکاری داشتند که در سال ۲۰۰۶ منتشر شد.